# Steinsiekbach
Der Steinsiekbach, auch Steinsieksbach, ist ein rechter, rund 3,4 Kilometer langer Nebenfluss der Werre in Herford im Nordosten des deutschen Landes Nordrhein-Westfalen. 
Das Gewässer gehört zum Flusssystem der Weser und entwässert einen kleinen Teil des Ravensberger Hügellandes.

## Verlauf
Der Steinsieksbach, der oberhalb des Herforder Tierparks im Salzufler Stadtforst in einem ausgewaschenen Siek entspringt, erhielt seinen Namen wegen der vielen großen im Bachbett liegenden Findlinge. Er fließt durch den Tierpark, wo einige Wasservögel gehalten werden und verläuft von dort weiter Richtung Friedenstal. Dort unterquert er die Salzufler Straße und im weiteren Verlauf die Bahnstrecke Herford–Himmighausen, bis er etwa 500 Meter weiter südwestlich in die Werre mündet.

### Landesgrenzsteine
Entlang der ehemaligen Grenze des Fürstent(h)ums Lippe zum Freistaat Preußen bzw. der Grafschaft Ravensberg stehen rund 50 Landesgrenzsteine, die als Baudenkmale in die Denkmallisten von Bad Salzuflen, Herford und Vlotho eingetragen worden sind. Im Quellbereich des Steinsiekbachs sind von vier noch zwei Grenzsteine vorhanden:
- () Stein 74: Rechteckstein mit flachem Kopf, 70 × 33 × 20 cm; zeigt , die Jahreszahl 1536 und
- () Stein 75: Rechteckstein mit gewölbtem Kopf, 118 × 40 × 17 cm; zeigt , die Jahreszahl 1800 und